# Alexandre Louet
Alexandre Louet (Marsella, 1753 - París, 1817) fou un compositor francès.
Pertanyia a un rica família, i tan sols com a aficionat es dedicà a la composició, però havent perdut tota les seves riqueses, en la Revolució, es va veure obligat a servir-se dels seus coneixements musicals per atendre a les seves necessitats. Passà una temporada a Rússia, on pensava aconseguir més grans ingressos en la seva professió, però aquest viatge no li fou profitós i al final de la seva vida s'hagué de dedicar a afinar pianos.
Entre les seves composicions figuren:
- La double clef i Amélie, òperes estrenades a París, que foren un fracàs. A més, deixà, diverses composicions per a piano, i per a piano i violoncel, impreses a París i una obra didàctica: Instructions théoriques et practiques sur l'accord du pianoforte (París, 1798).

El seu germà Aristius Louet, també fou compositor musical com ell.